# Cola en T

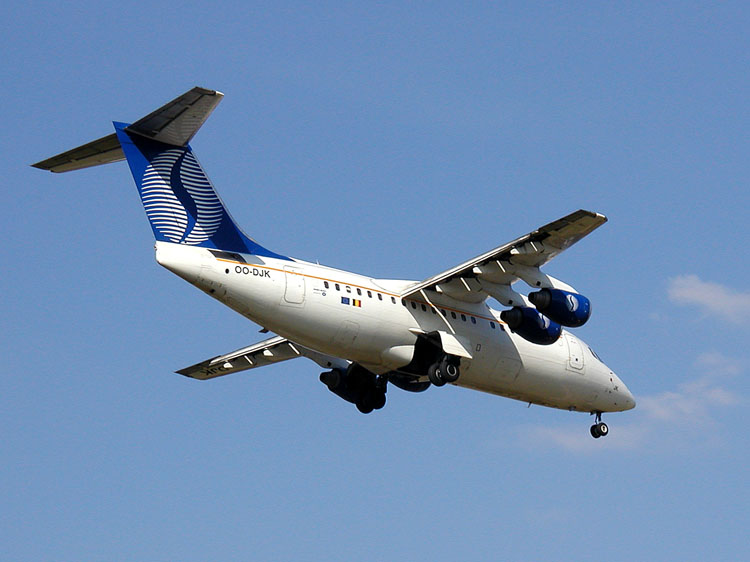
British Aerospace Avro RJ-85 de la aerolínea belga SN Brussels Airlines.

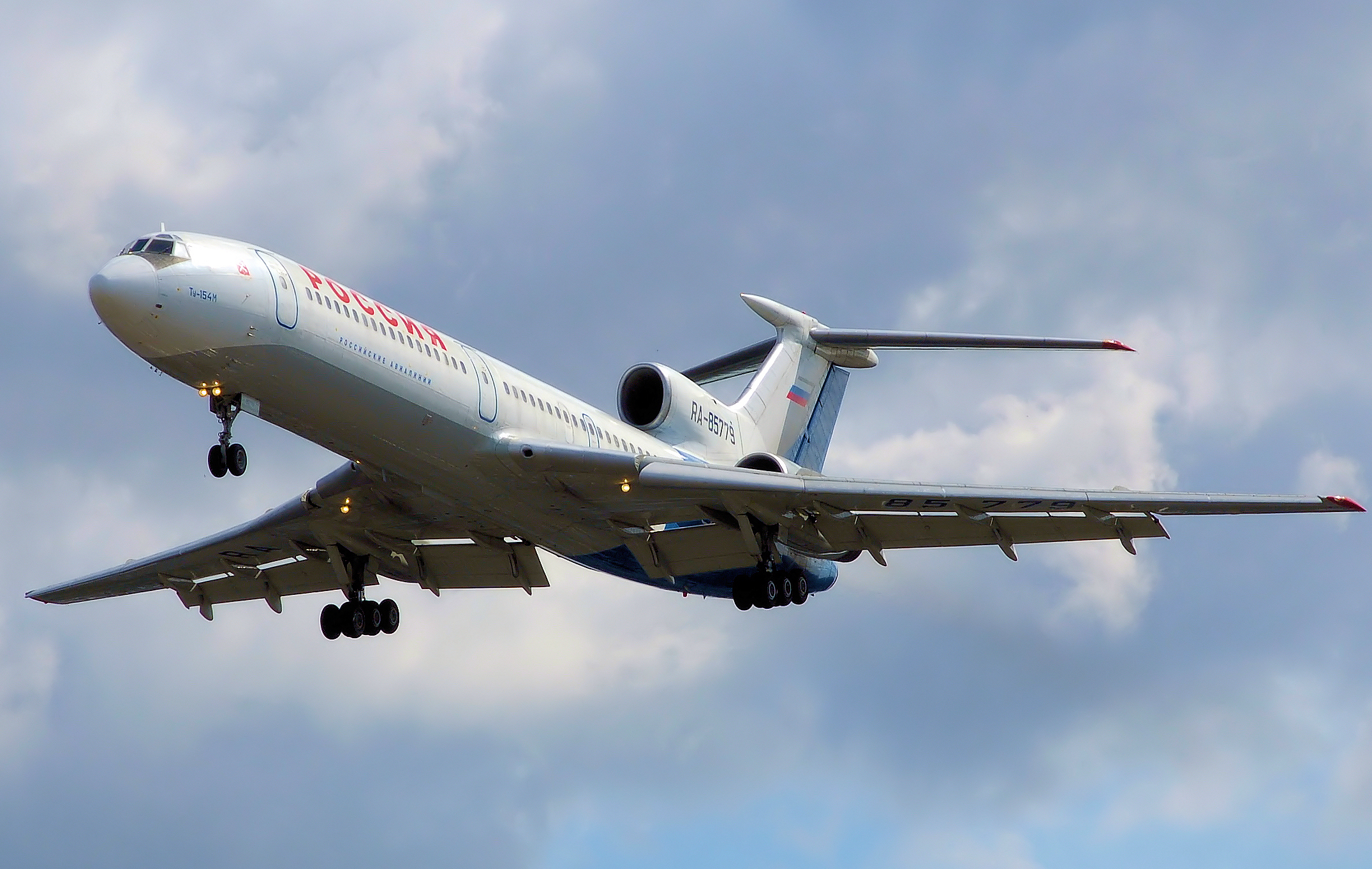
Tupolev Tu-154M.

Un avión con cola en T es un avión en el que las superficies horizontales del empenaje (timón de cola y timón de dirección) se montan en la parte superior del estabilizador vertical. Tradicionalmente, las superficies de control horizontal se montan en el fuselaje en la base del estabilizador vertical. La organización resultante se parece a la letra T mayúscula cuando se ve desde el frente o desde atrás, de ahí su nombre.

## Ventajas
La configuración de cola en T permite un alto rendimiento aerodinámico y un excelente ratio de deslizamiento, ya que las superficies horizontales no están afectadas por la estela del ala en condiciones normales, dando más suavidad de flujo, características de diseño más predecibles, y un mejor control de cabeceo. Esto es especialmente importante para los aviones que operan a baja velocidad, donde se requiere el flujo de aire limpio para el control, haciendo de esta configuración una de las más populares para los planeadores
Otra característica a su favor es que permite aumentar la distancia efectiva entre el ala y el estabilizador sin un incremento significativo en el peso de la aeronave, lo que conlleva un aumento en el momento generador del movimiento de cabeceo para una misma superficie y, por lo tanto tamaño, del timón de profundidad. Esto revierte en la posibilidad de reducir las dimensiones del mismo.
Las superficies de la cola están montadas lejos del cono trasero del fuselaje, lo que permite que este espacio sea utilizado para los motores de la aeronave. Por ello, la cola en T también se encuentra en distintos aviones con motores de montaje trasero, incluyendo trimotores: Los Douglas DC-9, Bombardier CRJ200, Embraer ERJ 145, Boeing 717, Boeing 727, Fokker 100, Vickers VC -10, Hawker Siddeley Trident, BAC 1-11, Tu-134, Tu-154, Il-62, McDonnell Douglas MD-80 y McDonnell Douglas MD-90 utilizan la cola en T por esta razón.
Otra ventaja es que el estabilizador horizontal se mantiene lejos del suelo, lo que ayuda a reducir el riesgo de impacto contra los objetos en el suelo cuando despega o aterriza. Esta no suele ser una preocupación grande para muchos aviones, pero para los aviones que no tengan un tren de aterrizaje lo bastante robusto, como los planeadores, lo puede ser. Este beneficio también es compartido por los aviones con la cola en V y la cola en cruz.

## Inconvenientes

Efecto de la estela de un ala en situación de pérdida en las superficies horizontales.

El avión tiende a ser mucho más propenso a entrar en una peligrosa pérdida, puesto que la posición de las superficies horizontales coincide con la trayectoria teórica de la estela generada por un ala en esta situación de pérdida de la sustentación. Por ejemplo, el F-101 Voodoo ha adolecido de este problema lo largo de toda su vida útil. Por razones similares, con los aviones con cola en T puede ser mucho más difícil recuperarse de una pérdida.
Por otro lado, el estabilizador vertical debe hacerse mucho más fuerte y más rígido para apoyar el timón de profundidad. De modo que, a menos que se empleen materiales más caros como la fibra de carbono reforzada y plástico compuesto, el aparato inevitablemente será más pesado.
Además, la configuración de la cola en T puede causar varios problemas de mantenimiento. El control de los elevadores es más complejo y las superficies del elevador son mucho más difíciles de inspeccionar desde el suelo debido a su situación.
Debido a las preocupaciones acerca de ser capaz de no golpear la cola al salir eyectado del avión, el primer avión de alta velocidad con una cola en T, el Lockheed F-104 Starfighter, al principio fue equipado con un asiento eyectable que se lanzaba por debajo. Para los modelos posteriores de este avión, la capacidad de asientos de eyección mejoraron, por lo que se adoptaron de nuevo los asientos convencionales, evitando así los problemas de eyecciones de baja altitud.

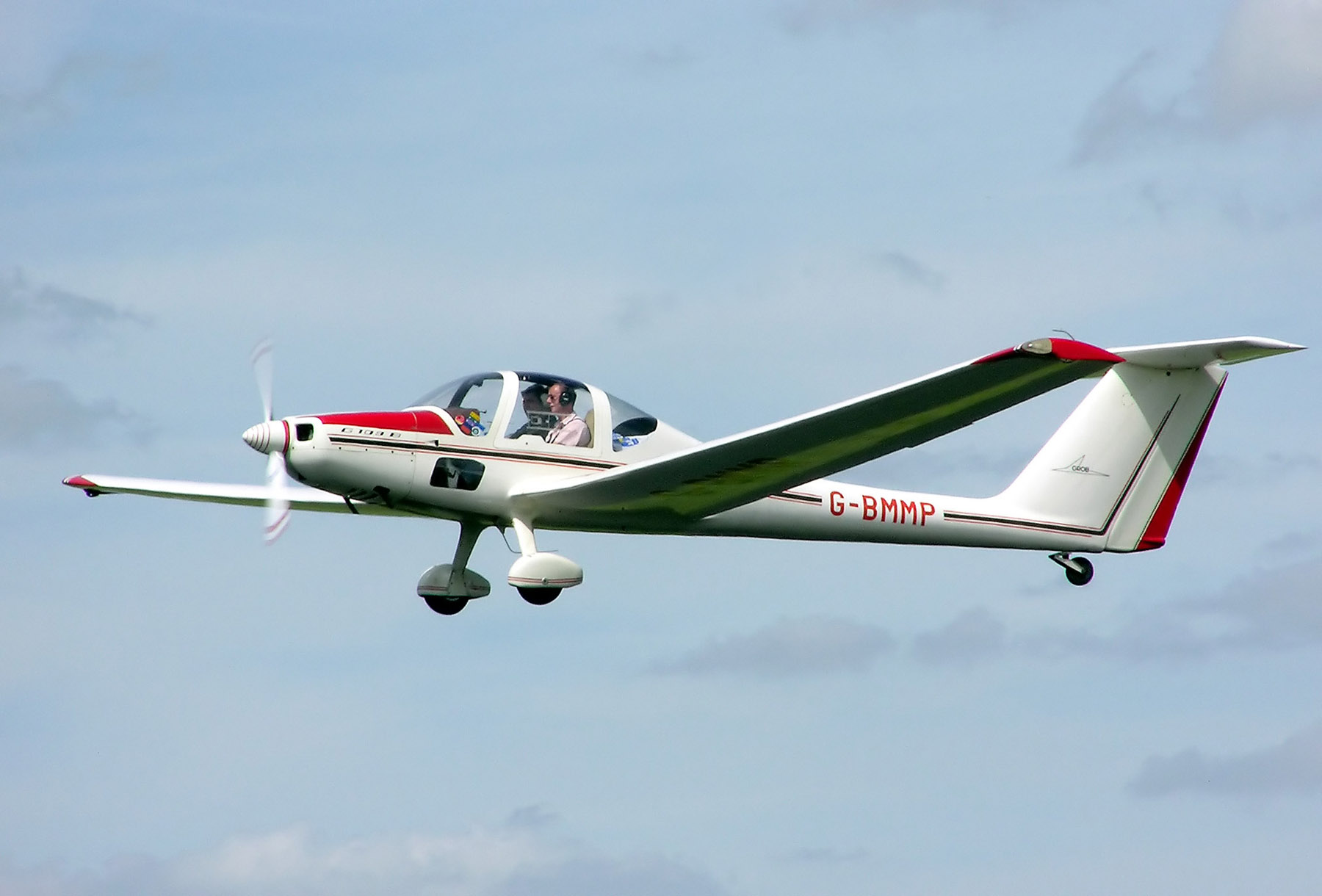
Planeador motorizado Grob, ejemplo de avión equipado con motor frontal y, por tanto, afectado por la falta de flujo en las superficies horizontales a baja velocidad.

Otro problema acarreado por esta configuración está relacionado con la falta de flujo de aire sobre el elevador que deriva de la utilización de motores montados en la parte delantera del aparato (pistón o turbohélice), de modo que el control de baja velocidad se reduce y el funcionamiento a baja velocidad se vuelve más difícil para las aeronaves que no estén diseñadas para funcionar a baja velocidad.
Una configuración alternativa es la de cola cruciforme. El Caravelle es un ejemplo de avión con esta configuración.